# Trappistenkloster Los Andes
Das Trappistenkloster Los Andes ist ein seit 1987 bestehendes venezolanisches Kloster, das sich 50 Kilometer östlich von El Vigía im Bundesstaat Mérida befindet und Teil des Erzbistums Mérida ist.

## Geschichte
Die US-amerikanische Trappistenabtei Conyers gründete 1987 in Venezuela das Kloster Nuestra Señora de los Andes („Unsere Liebe Frau der Anden“), das 1999 zum Priorat erhoben wurde.
Obere und Prioren:
- Manuel Rodriguez (1987–1992)
- Plácido Alvarez (1992–2011)